# 구민지 (국악인)
구민지(1997년 ~)는 대한민국의 국악인이다.

## 학력
- 이화여자대학교 대학원 석사과정 재학
- 이화여자대학교 음악대학 한국음악 학사
- 국립국악고등학교 졸업

## 방송
- 풍류대장 - 힙한 소리꾼들의 전쟁(2021) - Top23(14위)

## 음반

### 구이임
- 2020 통일로가요 (2021)
- 풍경 (2021)
- 무서운 시간 (2021)
- 새로운 길 (2021)
- 나의 바다 (2022)

### 라폴라
- 연분 (2021)
- 우리은행 x 라폴라국악관현악단 선한오지랖 캠페인 : 애국가 (국악Ver.) (2021)
- 가곡기와 (GAGOK KIWA) (2022)

### 해음
- 풍류대장 - 힙한 소리꾼들의 전쟁 Episode.2 (2021)
- 풍류대장 - 힙한 소리꾼들의 전쟁 Episode.4 (2021)
- 풍류대장 - 힙한 소리꾼들의 전쟁 Episode.7 (2021)

## 수상
- 제30회 KBS 국악대경연 성악부분 은상 (2020)
- 제37회 온 나라 국악경연대회 정가부문 1등상 (2017)
- 제5회 월하 전국 정가 경창대회 명가부 최우수상
- 제30회 동아국악콩쿠르 정가 학생부 금상